# Spengler Cup 1993
Der Spengler Cup 1993 (französisch Coupe Spengler 1993) war die 67. Auflage des gleichnamigen Wettbewerbs und fand vom 26. bis 31. Dezember 1993 im Schweizer Luftkurort Davos statt. Als Spielstätte fungierte das dortige Eisstadion. Das Turnier wurde von insgesamt 76.020 Zuschauer besucht.
Es siegte Färjestad BK, das durch einen 6:3-Sieg im Finalspiel über den Gastgeber HC Davos das Turnier gewann. In der Qualifikation hatten die Eidgenossen die Partie noch mit 3:2 für sich entschieden. Nach der Finalteilnahme im Vorjahr war es der erste Sieg des schwedischen Klubs und der erste Sieg einer schwedischen Mannschaft am Spengler Cup überhaupt. Der Gastgeber HC Davos nahm erstmals seit 1989 wieder am Turnier teil und erreichte die beste Platzierung seit 1981. Der Russe Andrei Chomutow in Diensten des HCD war mit zehn Scorerpunkten, darunter sechs Tore, erfolgreichster Akteur des Turniers.

## Modus
Die fünf teilnehmenden Teams spielten zunächst in einer Einfachrunde im Modus «jeder gegen jeden», so dass jede Mannschaft vier Spiele bestritt. Die beiden punktbesten Mannschaften nach Abschluss der zehn Qualifikationsspiele ermittelten schliesslich in einer zusätzlichen Partie den Turniersieger.

## Turnierverlauf

### Qualifikation
| Dezember 1993 | HC Davos | 8:7 (1:4, 2:2, 5:1) | HK Traktor Tscheljabinsk | Eisstadion, Davos |

| Dezember 1993 | Färjestad BK | 6:4 (1:0, 3:1, 2:3) | Team Canada | Eisstadion, Davos |

| Dezember 1993 | Team Canada | 5:4 n. P. (1:2, 2:0, 1:2, 0:0, 1:0) | Jokerit Helsinki | Eisstadion, Davos |

| Dezember 1993 | HC Davos | 3:2 (1:0, 0:1, 2:1) | Färjestad BK | Eisstadion, Davos |

| Dezember 1993 | Jokerit Helsinki | 3:4 (0:3, 0:1, 3:0) | Färjestad BK | Eisstadion, Davos |

| Dezember 1993 | HK Traktor Tscheljabinsk | 3:1 (0:0, 0:1, 3:0) | Team Canada | Eisstadion, Davos |

| Dezember 1993 | HC Davos | 5:2 (0:0, 1:0, 4:2) | Team Canada | Eisstadion, Davos |

| Dezember 1993 | HK Traktor Tscheljabinsk | 4:1 (1:0, 1:1, 2:0) | Jokerit Helsinki | Eisstadion, Davos |

| Dezember 1993 | Färjestad BK | 6:3 (4:0, 1:0, 1:3) | HK Traktor Tscheljabinsk | Eisstadion, Davos |

| Dezember 1993 | HC Davos | 4:6 (1:4, 1:0, 2:2) | Jokerit Helsinki | Eisstadion, Davos |

| Pl. |                          | Sp | S | N | Tore  | Punkte |
| --- | ------------------------ | -- | - | - | ----- | ------ |
| 1.  | HC Davos                 | 4  | 3 | 1 | 20:17 | 6:2    |
| 2.  | Färjestad BK             | 4  | 3 | 1 | 18:13 | 6:2    |
| 3.  | HK Traktor Tscheljabinsk | 4  | 2 | 2 | 17:16 | 4:4    |
| 4.  | Team Canada              | 4  | 1 | 3 | 12:18 | 2:6    |
| 5.  | Jokerit Helsinki         | 4  | 1 | 3 | 14:17 | 2:6    |

### Final
| 31. Dezember 1993 12:00 Uhr | HC Davos | 3:6 (0:1, 2:2, 1:3) | Färjestad BK | Eisstadion, Davos |

## Auszeichnungen
Spielertrophäen
| Auszeichnung       | Spieler         | Team         |
| ------------------ | --------------- | ------------ |
| Bester Torhüter    | Nando Wieser    | HC Davos     |
| Bester Verteidiger | Per Lundell     | Färjestad BK |
| Bester Stürmer     | Andrei Chomutow | HC Davos     |

All-Star-Team
| Angriff:      | Jonas Höglund – Wjatscheslaw Bykow – Andrei Chomutow |
| Verteidigung: | Per Lundell – JOK Mika Strömberg                     |
| Tor:          | Manny Legace                                         |